# Vitória de Santo Antão
Vitória de Santo Antão est une ville brésilienne de l'État du Pernambouc.

## Généralités
Il a été fondé en 1626 par un Portugais nommé Diogo de Braga, de l'île de Saint Antony(Antão).En 1774, il reçut le nom de Saint Anthony(Antão)donne da Mata,où il y avait déjà 4 000 habitants.
Le 12 mai 1812, il a été élevé à la ville par décret royal de Dom João IV.
La ville est un centre industriel à l'intérieur de l'État.Aujourd'hui avec plus de 130 millions d'habitants. Il a le PIB par habitant le plus élevé de l'intérieur du Pernambuco.C'est la 9ème ville la plus riche de l'état de Pernambouc.
En 2016, elle a été élue 8e meilleure ville à vivre à Pernambuco, selon l'indice FIRJA C'est la ville où le brandy le plus célèbre du Brésil est produit et l'un des plus connus au monde, Pitú.
La ville comporte notamment le siège et la distillerie de la marque de cachaça Pitú.

## Géographie
Vitória de Santo Antão se situe par une latitude de 08° 07' 35" sud et par une longitude de 35° 18' 27" ouest, à une altitude de 157 mètres.
Sa population était de 138mille habitants, selon le site de la mairie.
La municipalité s'étend sur 372 km2.Il est situé dans la région géographique intermédiaire de Recife.

## Personnalités
- Josué (1979-), footballeur brésilien, vainqueur de la Copa Libertadores 2005 et de la Coupe du monde des clubs 2005